# Ekaterina Fedorkina
Ekaterina Fedorkina, née le 29 janvier 1983 à Kalouga, est une escrimeuse russe pratiquant le sabre.

## Palmarès
- Championnats d'Europe
  -  Médaillée d'or aux Championnats d'Europe 2007

- Championnats du monde juniors
  -  Médaillée de bronze aux Championnats du monde juniors 2003